# Constant Djakpa
Constant Tohouri Zahoui Djakpa (* 17. října 1986, Abidžan) je fotbalový obránce z Pobřeží slonoviny, v současnosti hráč klubu Eintracht Frankfurt. Nastupuje i za fotbalovou reprezentaci Pobřeží slonoviny.

## Reprezentační kariéra
V A-mužstvu Pobřeží slonoviny debutoval 20. 11. 2007 v přátelském zápase v Dauhá proti domácímu týmu Kataru (výhra 6:1).
Zúčastnil se Mistrovství světa 2014 v Brazílii, kde reprezentace Pobřeží slonoviny vypadla v základní skupině C.